# Resolutie 2006 Veiligheidsraad Verenigde Naties
Resolutie 2006 van de Veiligheidsraad van de Verenigde Naties werd op 14 september 2011 unaniem aangenomen door de VN-Veiligheidsraad. De resolutie verlengde de aanstelling van openbaar aanklager Hassan Jallow tot eind 2014, ondanks de beperking op de lengte van zijn ambtstermijn in de statuten van dat tribunaal.

## Achtergrond
Toen Rwanda een Belgische kolonie was, werd de Tutsi-minderheid in het land verheven tot een elitie die de grote Hutu-minderheid wreed onderdrukte. Na de onafhankelijkheid werden de Tutsi verdreven en namen de Hutu de macht over. Het conflict bleef aanslepen, en in 1990 vielen Tutsi-milities verenigd als het FPR Rwanda binnen. Met westerse steun werden zij echter verdreven.
In Rwanda zelf werd de Hutu-bevolking opgehitst tegen de Tutsi. Dat leidde begin 1994 tot de Rwandese genocide. De UNAMIR-vredesmacht van de Verenigde Naties kon vanwege een te krap mandaat niet ingrijpen. Later dat jaar werd het Rwandatribunaal opgericht om de daders te vervolgen.

## Inhoud
De Veiligheidsraad:
- Herinnert aan resolutie 1774 van 14 september 2007.
- Houdt rekening met artikel °15 van de statuten van het Internationaal Straftribunaal voor Rwanda.
- Heeft secretaris-generaal Ban Ki-moons nominatie om Hassan Jallow opnieuw aan te stellen als aanklager van het tribunaal in overweging genomen.
- Herinnert eraan dat resolutie 1966 het tribunaal had opgeroepen er alles aan te doen om zijn werk voor 31 december 2014 te voltooien.
- Besluit Hassan Bubacar Jallow, niettegenstaande artikel °15 paragraaf °4 van het statuut inzake de lengte van de ambtstermijn van de aanklager, opnieuw als aanklager aan te stellen van 15 september 2011 tot 31 december 2014, met de mogelijkheid tot vroegtijdige beëindiging in het geval het tribunaal zijn werk eerder zou voltooien.

## Verwante resoluties
- Resolutie 1966 Veiligheidsraad Verenigde Naties (2010)
- Resolutie 1995 Veiligheidsraad Verenigde Naties
- Resolutie 2013 Veiligheidsraad Verenigde Naties
- Resolutie 2029 Veiligheidsraad Verenigde Naties

Lijst ·  1967 ·  1968 ·  1969 ·  1970 ·  1971 ·  1972 ·  1973 ·  1974 ·  1975 ·  1976 ·  1977 ·  1978 ·  1979 ·  1980 ·  1981 ·  1982 ·  1983 ·  1984 ·  1985 ·  1986 ·  1987 ·  1988 ·  1989 ·  1990 ·  1991 ·  1992 ·  1993 ·  1994 ·  1995 ·  1996 ·  1997 ·  1998 ·  1999 ·  2000 ·  2001 ·  2002 ·  2003 ·  2004 ·  2005 ·  2006 ·  2007 ·  2008 ·  2009 ·  2010 ·  2011 ·  2012 ·  2013 ·  2014 ·  2015 ·  2016 ·  2017 ·  2018 ·  2019 ·  2020 ·  2021 ·  2022 ·  2023 ·  2024 ·  2025 ·  2026 ·  2027 ·  2028 ·  2029 ·  2030 ·  2031 ·  2032